# هوارد مكنمارا
هوارد مكنمارا هو لاعب هوكي الجليد كندي، ولد في 3 أغسطس 1893 في أونتاريو في كندا، وتوفي في 4 سبتمبر 1940 في Deseronto ‏ في كندا بسبب نوبة قلبية.

## وصلات خارجية
- هوارد مكنمارا على موقع دوري الهوكي الوطني (الإنجليزية)
- هوارد مكنمارا على موقع EliteProspects.com (الإنجليزية)
- هوارد مكنمارا على موقع HockeyDB.com (الإنجليزية)
- هوارد مكنمارا على موقع Hockey-Reference.com (الإنجليزية)